# CP-simetrija
CP-simetrija je simetrija zakona fizike s obzirom na zajedničku promjenu naboja i parnosti odnosno zahtjev da se jednako odvijaju procesi u našem svijetu i svijetu koji bi se dobio od njega uzastopnom primjenom prostornog zrcaljenja (P-transformacijom) i zamjenom čestica antičesticama (C-transformacijom). Odstupanje od te simetrije (CP-narušenost) jedan je od preduvjeta za stvaranje viška materije prema antimateriji u svemiru, a time i preduvjet našega postojanja. CP-narušenost otkrivena je u slabim raspadima K-mezona ili kaona (J. Cronin i V. L. Fitch, 1964.), a u novije doba mjeri se i u raspadima B-mezona.

## Subatomske čestice
Laboratorijski identificirane subatomske čestice ili su neutralne (električnog naboja 0) ili imaju naboj koji je višekratnik elektronskoga naboja, bilo pozitivnoga (+) ili negativnoga (–) predznaka. Hadroni, čestice koje sudjeluju u jakim međudjelovanjima, imaju kvarkovsku podstrukturu. Temeljne čestice koje sudjeluju u jakom međudjelovanju jesu kvarkovi, čestice trećinskoga električnoga naboja. Sve subatomske čestice obilježava njihova međusobna apsolutna identičnost, kakva se ne susreće u makroskopskoj fizici, gdje se objekti uvijek mogu razlikovati. Subatomske čestice zadovoljavaju Fermi-Diracovu statistiku ili Bose-Einsteinovu statistiku (kvantna statistika). U prvom slučaju nazivaju se fermionima, a u drugom bozonima. Sve čestice polucijeloga spina jesu fermioni, a one s cjelobrojnim spinom bozoni.

### Antičestice
Općenito se temeljne subatomske čestice mogu podijeliti na prijenosnike sila (baždarne bozone), te na čestice tvari (leptone i kvarkove). Teorija elementarnih čestica pridružuje svakoj čestici i pripadnu nabojno konjugiranu česticu, takozvanu antičesticu. To je shvaćanje potvrđeno 1932. otkrićem pozitrona, čestice koja ima sva svojstva elektrona, ali za razliku od njega ima pozitivni električni naboj. Čestica i pripadna antičestica imaju istu masu, spin i vrijeme poluraspada, ali suprotan električni naboj ili magnetski moment, odnosno okus (e– i e+, neutron i antineutron). Antičestica može biti identična samoj čestici, kao na primjer u slučaju neutralnoga π-mezona (π0), dok se u slučaju neutralnoga kaona čestica i antičestica razlikuju u kvarkovskom okusu (stranosti). Općenito, električki neutralne čestice mogu imati antičestice koje se od njih razlikuju u jednom od više kvarkovskih naboja, ili se razlikuju (na primjer neutrino) u smjeru vrtnje.

### Kvarkovi
Kada su god fizičari vjerovali da su pronašli temeljne blokove od kojih je izgrađena priroda, pokazalo se da i ti blokovi imaju strukturu. Tako je bilo s atomima i atomskim jezgrama, a potom i sa subatomskim česticama. Danas se još uvijek uzima da su leptoni jednostavne čestice, dok je za hadrone ustanovljena kvarkovska podstruktura. Prema hipotezi o kvarkovima, sva svojstva subatomskih čestica, u prvom redu njihova svojstva simetrije, moraju proizlaziti iz svojstava samih kvarkova. Kombinacijom kvarkova mogu se teorijski dobiti svi mezoni i barioni te prilično dobro objasniti njihova svojstva. Zagonetna je bila činjenica neopažanja samih kvarkova, zatočenje (engl. confinement), koje objašnjava kvantna kromodinamika. Prema njoj, kvarkovi posjeduju dinamički naboj (boju) koji je izvor gluonâ, prijenosnikâ jake sile, koji i sami posjeduju taj naboj. Gluoni imaju značajnu ulogu i u hadronima. Primjerice, najveći dio mase protona (a time i sve tvari koja nas okružuje) ima podrijetlo u gluonima kao čistoj energiji, što je uvjerljiva demonstracija Einsteinove ekvivalencije mase i energije.